# Филов, Виктор Григорьевич
Виктор Григорьевич Филов (16 (28) сентября 1896, Ростов-на-Дону — 23 октября 1938, Воронеж) — советский политический и государственный деятель, журналист, редактор.

## Биография
В дореволюционное время учился на юридическом факультете Ростовского университета.
Партийные псевдонимы: Тушин, Разин.
В апреле 1917 г. вступил в РКП(б), в июне был избран членом Ростово-Нахичеванского комитета партии. После перехода города под контроль белой армии перебрался в Харьков, работал в редакции газет «Донецкий пролетарий» и «Известия Юга».
В феврале 1918 года принял активное участие в создании Донецко-Криворожской республики, заняв пост наркома по судебным делам в первом составе её правительства. 29 марта вместе с двумя другими наркомами, М. Жаковым и С. Васильченко, подал в отставку в знак протеста против объединения ДКР с Украинской Советской республикой. Ярый сторонник независимости Донецко-Криворожской республики, 2 апреля 1918 опубликовал в «Известиях Юга» статью «Кого судить?» с резкой критикой главы СНК Артема, согласившегося на объединение, однако в тот же день был исключен из РКП(б), позднее восстановлен.
После гражданской войны Филов находился на журналистской работе. В 1927 году работал редактором газеты «Уральский рабочий» в Свердловске, затем вернулся в Ростов редактором «Трудового Дона» (позже газета «Молот»), начинающим сотрудником которой была будущая писательница Вера Панова, описавшая Филова в автобиографическом «Сентиментальном романе» под фамилией «Дробышев». В начале 1930-х гг Филов был заведующим орготдела и членом бюро Северо-Кавказского крайкома партии, в 1934 избирался делегатом XVII съезда ВКП(б) от Азово-Черноморской организации, затем занимал должность начальника политотдела Юго-Восточной железной дороги.
В марте 1937 года был снят с поста и переведен на мелкую должность замначальника конторы Трансторгпита станции Медведево Калининской ж/д. 19 июля исключен из партии и 14 августа 1937 арестован Бологовским РО НКВД по Калининской обл. За «троцкизм» и «диверсионно-вредительскую деятельность» приговорен выездной сессией ВКВС СССР в Воронеже 23.10.1938 к смертной казни и в тот же день расстрелян. Реабилитирован 7 июля 1956 года решением ВКВС СССР.

## Семья
Брат Владимир Григорьевич Филов (1899—1984) был поэтом и входил в группу ничевоков; в дальнейшем жил в Барнауле, опубликовал подробный исторический очерк «Пугачёвцы на Алтае» (1955).